# Федоровка (Акбулацький район)
Фе́доровка (рос. Фёдоровка) — село у складі Акбулацького району Оренбурзької області, Росія.

## Населення
Населення — 473 особи (2010; 611 у 2002).
Національний склад (станом на 2002 рік):
- росіяни — 37 %